# Dotcom-Blase

Dotcom-Blase im Nasdaq-Composite-Index

Der Begriff Dotcom-Blase ist ein durch die Medien geprägter Kunstbegriff für eine im März 2000 geplatzte Spekulationsblase, die insbesondere die sogenannten Dotcom-Unternehmen der New Economy betraf und vor allem in Industrieländern zu Vermögensverlusten für Kleinanleger führte. Der Begriff Dotcom bezieht sich dabei auf die Top-Level-Domain „.com“ (englisch für Commercial). Andere Bezeichnungen waren Internetblase oder New Economy Bubble.
Die Dotcom-Blase war ein weltweites Phänomen. Der größte Markt für Technologieunternehmen war die US-amerikanische NASDAQ. In Deutschland beispielsweise richtete die Deutsche Börse den Neuen Markt als eigenes Marktsegment ein, an dem angeblich zukunftsweisende und stark wachsende Unternehmen, die als „Technologieunternehmen“ galten, notiert sein sollten. Im Vergleich zu den USA wurde die deutsche Dotcom-Blase stark von kriminell agierenden Unternehmern geprägt.

## Boom-Phase
Auslöser des Booms waren die hohen Gewinnerwartungen wie auch die Spekulation auf steigende Aktienkurse, die durch neue technologische Entwicklungen entfacht wurden. Die Etablierung des Internets und des Mobiltelefons sowie die Entwicklung von Handheld-Computern führten zu einer Aufbruchstimmung im Bereich digitaler Technologie. Daher kam es ab 1995 zu einer Vielzahl von Unternehmensgründungen und durch das große Anlegerinteresse vermehrt zu Börsengängen. Viele Anleger schöpften die Hoffnung, dass die in diesen Märkten operierenden Unternehmen „Zukunftsunternehmen“ seien, und wollten über einen Aktienkauf an vermeintlichen zukünftigen Gewinnen teilhaben bzw. an dem Weiterverkauf der Aktien durch die steigenden Kurse mitverdienen. Zudem führte insbesondere in Deutschland der von umfangreichen Werbemaßnahmen begleitete Börsengang der Deutschen Telekom zu einer stark gestiegenen Popularität des Investmentobjektes Aktie. Ab Mitte 1999 vervielfachte sich innerhalb weniger Monate die Börsenbewertung zahlreicher Unternehmen durch eine deutlich erhöhte Nachfrage der vormals am Aktienmarkt nicht aktiven Neuanleger.
Weiter verstärkt wurde dieser Effekt durch den starken Expansionsdrang vieler Unternehmen; die durch die Börsengänge erzielte Liquidität wurde in den Aufkauf weiterer börsennotierter Unternehmen investiert. Andere Anleger wurden von den häufig prozentual zweistelligen Kurssteigerungen selbst angezogen, die sie zwar für teilweise übertrieben hielten, von denen sie aber – oft als Daytrader – dennoch profitieren wollten. Auch Investmentfonds verstärkten die Spekulationsblase, indem sie ihren Kunden immer höhere Gewinne in Aussicht stellten. Es wurde eine Vielzahl von „Neuer-Markt“-, Internet-, Telekommunikations- und Technologiefonds gegründet, die reißenden Absatz fanden.
Die Anleger hatten vor allem überhöhte Gewinnerwartungen, ignorierten aber die fundamentalen Unternehmensbewertungen genauso wie Jahresabschlüsse. So wurde gar eine hohe Cash-Burn-Rate als positives Unternehmensmerkmal gesehen.
Die Medien stachelten die Euphorie, vornehmlich gegenüber den Emissionen des Neuen Marktes, weiter an. Besonders in Deutschland, wo die Aktie mit dem Marktgang der Deutschen Telekom einige Jahre zuvor erst „volksfähig“ gemacht wurde, wurden viele unerfahrene Anleger in riskante Investments gelockt.
Die deutschen Aktienindizes erreichten ihren Höhepunkt am 7. März 2000. Der DAX stieg im Tagesverlauf auf 8.136,16 Punkte und schloss bei 8.064,97 Punkten. Der Schlusskurs war der einzige in dieser Phase jenseits von 8.000 Punkten. Auch die in dieser Zeit zu einer Art Volkssport ausgeartete Spekulation mit Neuemissionen erreichte ein noch nie gewesenes Ausmaß: Am 13. März 2000 beispielsweise, dem Tag des Infineon-Börsengangs, wurden so viele Infineon-Aktien gehandelt, dass die Handelssysteme der Frankfurter Wertpapierbörse und damit zugleich die Orderverarbeitungen einiger Bankhäuser zusammenbrachen. Der Internetdiensteanbieter YLine, der als Kernakteur der New-Economy-Blase in Österreich gilt, erreichte seinen Höchstkurs mit 278 € am EASDAQ-Index im März 2000. Das Unternehmen, für dessen Aktien Lehman Brothers im Juni desselben Jahres ein Kursziel von 400 € angab, geriet im Juli 2000 in die Überschuldung, die es mit Erlösen aus Aktienemissionen hinauszögerte.

## Absturz
Gegen Ende des Booms zeichnete sich ab, dass die hochbewerteten Unternehmen die Gewinnerwartungen in absehbarer Zeit nicht erfüllen konnten. Ihr Börsenwert war zumeist nicht durch materielle Gegenwerte gedeckt, da das Kapital eines IT-Unternehmens weniger in materiellen Gütern als vielmehr in den geistigen Leistungen seiner Mitarbeiter zu finden ist. Oftmals bestand der Buchwert der Unternehmen aus nicht viel mehr als einigen Gebäuden und der IT-Infrastruktur. Die im Expansionsdrang zugekauften Unternehmen waren zudem meist nicht profitabel.
Die Zweifel wurden lauter, als die ersten der vermeintlichen Hoffnungsträger Insolvenz anmelden mussten. Überdies stellte sich heraus, dass in einigen Fällen die ausgewiesenen Umsätze nur fingiert waren. Als im März 2000 die Kurse zu sinken begannen und vermehrt Verkäufe getätigt wurden, brach der Markt vollends in sich zusammen. Als die ersten Anzeichen eines Kursverfalls erkennbar wurden, zogen erfahrene Börsianer ihr Kapital aus dem Markt ab. Durch den anhaltenden Kursabfall gerieten die häufig neuen, unerfahrenen Kleinanleger in Panik und verkauften „um jeden Preis“, um ihre Verluste in Grenzen zu halten. Der Kursverfall verwandelte sich in einen Kurssturz.
Viele Kleinanleger gingen davon aus, dass sich die Kurse wieder erholen würden, verpassten den richtigen Ausstiegszeitpunkt und verloren so ihr investiertes Kapital.
Im Vergleich zu den USA wurde die deutsche Dotcom-Blase stark von kriminell agierenden Unternehmern geprägt. Bei Comroad war die Bilanz in großem Umfang durch Scheingeschäfte verfälscht. Unter anderem bei Infomatec und Metabox wurden die Anleger durch falsche Ad-hoc-Meldungen getäuscht.

## Folgen
Die noch Jahre zuvor teuer zugekauften Tochterunternehmen waren meist Sanierungsfälle und daher in der Krise unverkäuflich, so dass nur der Gang in die Insolvenz übrig blieb. Einige Unternehmen hatten nach dem Börsengang durch unüberlegte Aufkäufe ihre gesamte Liquidität verloren und wurden nun teilweise selbst zu Insolvenzkandidaten. Bei einigen Unternehmen fiel der Kurs tiefer als der Buchwert und bewirkte eine massive Unterbewertung der entsprechenden Aktien. Die Folge war, dass einige Unternehmen mit dem Ziel der Liquidierung aufgekauft wurden, um wenigstens die Buchwerte (z. B. Bürogebäude und Patente) noch gewinnbringend verkaufen zu können. Der IT-Arbeitsmarkt, der aufgrund von Fachkräftemangel im Jahre 1999 sogar noch IT-Fachkräfte aus Indien angeworben hatte, musste sich binnen eines Jahres mit der Arbeitslosigkeit vertraut machen.
Das Vertrauen der Anleger in die Werte der IT-Branche blieb auf Jahre hinaus gestört. Bis in die Jahre 2004/2005 hinein waren viele Unternehmen unterbewertet. Der Stellenabbau setzte sich fort, auch als in der IT-Branche wieder Anzeichen einer Erholung erkennbar wurden. Überlebt haben den Börsenkrach insbesondere große Unternehmen – die vormals feine Granularität und die daraus resultierende Vielfalt des Marktes ist jedoch nahezu verschwunden. Die entlassenen Mitarbeiter hatten es oft schwer, eine neue Anstellung zu finden, da es sich bei ihnen aufgrund des Arbeitskräftemangels in der Boom-Phase häufig um Quereinsteiger aus anderen Branchen gehandelt hatte.
Die Zentralbank der Vereinigten Staaten (Fed) reagierte auf den Absturz mit einer Niedrigzinspolitik, um die US-Konjunktur zu stimulieren (siehe Konjunkturpolitik). Dies und die weltweite Flucht der Kleinanleger aus den spekulativen Märkten des Geldhandels und der Internetwirtschaft insbesondere in klassische Immobilien begünstigte im Zusammenhang mit Spekulationen im Bausektor und im Hypothekenmarkt eine erneute Preisblase, diesmal am Immobilienmarkt (siehe Immobilienblase), deren Platzen 2007 die noch nicht konsolidierten Finanzmärkte traf und als der unmittelbare Anlass für die offen ausbrechende Finanz- und Bankenkrise, und dann langdauernden Weltwirtschaftskrise gilt. Der US-Zentralbankchef Ben Bernanke erklärt das weltweit niedrige Zinsniveau mit den damit verbundenen steigenden Vermögenspreisen, etwa zuletzt auf dem Immobilienmarkt, mit einem Überangebot an Ersparnissen („saving glut“ oder Sparschwemme). Während Schwellenländer versuchten, Devisenreserven anzusparen, hätte es in den reifen Industrieländern wegen der bereits erreichten hohen Kapitalintensität einen Mangel an heimischen Investitionsmöglichkeiten gegeben. Die Weltersparnis strömte insbesondere in die USA, aber auch in Länder wie Spanien, drückte dort das Zinsniveau und steigerte die Immobilienpreise.
Die New Economy hingegen steckte – als Ganzheit betrachtet – den Einbruch weitgehend unbeschadet weg und erreichte beispielsweise mit den Hypes um Google oder Facebook eine ganz neue Rolle in der internationalen Wirtschaft.

## Sonstiges
Satirisch aufbereitet wurde Anfang 2000 die Dotcom-Blase unter anderem durch die Folge „Börsenfieber“ der NDR-Radioserie „Stenkelfeld“. Hier wurden Börsengänge absurder Online-Angebote präsentiert, beispielsweise die zum Verschenken von Fallobst eingerichtete, dann aber „für 350 Millionen Dollar an einen namhaften US-Computerkonzern verkaufte“ Domain www.apple-umsonst.de, die bei ihrer Erstemission astronomische Summen erzielten. Persifliert wird hiermit „die Aufbruchstimmung an den Aktienmärkten und die Bereitschaft von Kleinanlegern, mutig in alles zu investieren, was irgendwie mit Tech, Bio, Media oder gar .com zu tun hat.“